# Fujio Chō

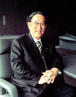
Fujio Chō

Fujio Chō (jap. 張 富士夫, Chō Fujio; * 2. Februar 1937) ist ein japanischer Manager und der ehemalige Chief Executive Officer (daihyō-torishimariyaku-shachō, dt. „leitender Direktor und Präsident“) des japanischen Automobilkonzerns Toyota (Toyota Jidōsha K.K.).
Chō fing als Jurist im Jahre 1960 bei Toyota an, er wurde 2005 von Katsuaki Watanabe abgelöst.
2008 erhielt er das Große Silberne Ehrenzeichen mit dem Stern für Verdienste um die Republik Österreich.